# Audelais de Benevento
Audelais (de asemenea, Adelais sau Andelais) a fost un uzurpator al tronului Ducatului longobard de Benevento vreme de doi ani (732-733)
La moartea ducelui Romuald al II-lea, tronul Ducatului de Benevento ar fi revenit fiului acestuia, Gisulf al II-lea. Fiind minor, Gisulf a fost înlăturat cu ușurință de către Adelais, care a pus astfel stăpânire pe ducat.
În 733, regele Liutprand al longobarzilor a intervenit și a depus atât pe Gisulf cât și pe Audelais, plasându-l la conducerea ducatului pe propriul său candidat, Grigore.